# Lijst van gemeentelijke monumenten in Beesel
De gemeente Beesel heeft 78 gemeentelijke monumenten. Hieronder een overzicht. 
Daarnaast is het gebied Ronkenstein vastgesteld als beschermd dorpsgezicht.

## Beesel
De plaats Beesel kent 60 gemeentelijke monumenten:
| Object                                                                    | Bouwjaar | Architect | Locatie                                   | Coördinaten                  | Nr.        | Afbeelding                       |
| ------------------------------------------------------------------------- | -------- | --------- | ----------------------------------------- | ---------------------------- | ---------- | -------------------------------- |
| Sint-Antoniuskapel                                                        |          |           | Antoniusstraat St.                        | 51° 16' 53" NB, 6° 4' 5" OL  | 0889/38    | Sint-Antoniuskapel               |
| Veldkruis                                                                 |          |           | Antoniusstraat St.                        | 51° 15' 47" NB, 6° 1' 43" OL | 0889/43    | Upload foto                      |
| Veldkruis                                                                 |          |           | Bergerhofweg                              | 51° 16' 21" NB, 6° 5' 22" OL | 0889/41    | Upload foto                      |
| Moated site                                                               |          |           | Bussereindseweg                           | 51° 15' 43" NB, 6° 3' 26" OL | 0889/54    | Upload foto                      |
| Trafohuisje                                                               |          |           | Eikenbroeklaan                            | 51° 15' 1" NB, 6° 2' 31" OL  | 0889/49    | Upload foto                      |
| Woonhuis                                                                  |          |           | Gerardusstraat St. 6                      | 51° 17' 6" NB, 6° 4' 48" OL  | 0889/5     | Upload foto                      |
| Boerderij                                                                 |          |           | Heidenheimseweg 1                         | 51° 15' 5" NB, 6° 4' 5" OL   | 0889/30    | Upload foto                      |
| Monument. schoorsteen                                                     |          |           | Heyencamp                                 | 51° 16' 58" NB, 6° 5' 21" OL | 0889/60    | Upload foto                      |
| Langgevelboerderij                                                        |          |           | Hoogstraat 11                             | 51° 16' 12" NB, 6° 2' 44" OL | 0889/31    | Upload foto                      |
| Veldkruis                                                                 |          |           | Hoogstraat                                | 51° 16' 15" NB, 6° 2' 54" OL | 0889/45    | Upload foto                      |
| Herenhuis                                                                 |          |           | Janssenstraat Burg 1-3                    | 51° 16' 2" NB, 6° 2' 19" OL  | 0889/28    | Upload foto                      |
| School                                                                    |          |           | Janssenstraat Burg. 4,4a-c                | 51° 15' 57" NB, 6° 2' 17" OL | 0889/27    | Upload foto                      |
| Veldkruis                                                                 |          |           | Janssenstraat Burg.                       | 51° 15' 23" NB, 6° 2' 2" OL  | 0889/42    | Upload foto                      |
| Wegwijzer                                                                 |          |           | Janssenstraat Burg.                       | 51° 15' 23" NB, 6° 2' 2" OL  | 0889/50    | Upload foto                      |
| Veldkruis                                                                 |          |           | Jorisstraat St.                           | 51° 16' 41" NB, 6° 2' 39" OL | 0889/44    | Upload foto                      |
| Kerk                                                                      |          |           | Kerkplein 2                               | 51° 16' 3" NB, 6° 2' 16" OL  | 0889/22    | Kerk                             |
| Bakhei's Kapelke                                                          |          |           | Kerstenbergweg                            | 51° 15' 40" NB, 6° 2' 30" OL | 0889/37    | Upload foto                      |
| Sint-Antoniuskapel                                                        |          |           | Kesselseweg                               | 51° 16' 53" NB, 6° 4' 5" OL  | 0889/33    | Upload foto                      |
| Hofboerderij                                                              |          |           | Klaashofweg 3                             | 51° 17' 27" NB, 6° 5' 10" OL | 0889/1     | Upload foto                      |
| Sint-Lambertuskapel                                                       |          |           | Lambertusweg St.                          | 51° 17' 9" NB, 6° 3' 55" OL  | 0889/34    | Upload foto                      |
| Mariabeeld                                                                |          |           | Mariaplein                                | 51° 16' 1" NB, 6° 2' 17" OL  | 0889/57    | Upload foto                      |
| Raadhuis                                                                  |          |           | Markt 1                                   | 51° 16' 5" NB, 6° 2' 22" OL  | 0889/18    | Raadhuis                         |
| Woonhuis                                                                  |          |           | Markt 12a/13                              | 51° 16' 3" NB, 6° 2' 22" OL  | 0889/21    | Upload foto                      |
| Boerderij                                                                 |          |           | Nieuwstraat 9                             | 51° 16' 6" NB, 6° 2' 43" OL  | 0889/59    | Upload foto                      |
| Onze-Lieve-Vrouw-van-Troostkapel                                          |          |           | Onderstehofweg                            | 51° 17' 40" NB, 6° 5' 39" OL | 0889/32    | Onze-Lieve-Vrouw-van-Troostkapel |
| Viaduct                                                                   |          |           | Onderstehofweg                            | 51° 17' 40" NB, 6° 5' 39" OL | 0889/47    | Upload foto                      |
| Langgevelboerderij                                                        |          |           | Onderstehofweg 1                          | 51° 17' 42" NB, 6° 5' 37" OL | 0889/58    | Upload foto                      |
| Kerkhof                                                                   |          |           | Ouddorp                                   | 51° 16' 6" NB, 6° 1' 53" OL  | 0889/23    | Upload foto                      |
| Boerderij                                                                 |          |           | Ouddorp 20                                | 51° 16' 8" NB, 6° 1' 55" OL  | 0889/24    | Upload foto                      |
| Pastorie                                                                  |          |           | Ouddorp 8                                 | 51° 16' 11" NB, 6° 1' 60" OL | 0889/25    | Upload foto                      |
| Langgevelboerderij                                                        |          |           | Ouddorp 2                                 | 51° 16' 11" NB, 6° 2' 1" OL  | 0889/26    | Upload foto                      |
| Oude grensmarkering bekend als de Grijze paal, Grijze Steen, Grauen Stein |          |           | Patersweg nabij grensovergang Witte Stein | 51° 16' 29" NB, 6° 7' 28" OL | 0889/WN032 | Upload foto                      |
| Bunkers/romeinseweg                                                       |          |           | Prinsendijk                               | 51° 14' 50" NB, 6° 5' 4" OL  | 0889/51    | Upload foto                      |
| Onze-Lieve-Vrouw-van-Lourdeskapel                                         |          |           | Rijkel 44                                 | 51° 15' 31" NB, 6° 0' 53" OL | 0889/39    | Upload foto                      |
| Veldkruis                                                                 |          |           | Rijkel                                    | 51° 15' 21" NB, 6° 1' 11" OL | 0889/46    | Upload foto                      |
| Bakhuis                                                                   |          |           | Rijkel 26                                 | 51° 15' 25" NB, 6° 1' 19" OL | 0889/55    | Upload foto                      |
| Raadhuis                                                                  |          |           | Rijksweg 41                               | 51° 17' 58" NB, 6° 3' 15" OL | 0889/2     | Upload foto                      |
| Woonhuis                                                                  |          |           | Rijksweg 53                               | 51° 17' 10" NB, 6° 4' 47" OL | 0889/4     | Upload foto                      |
| Bioscoop/café                                                             |          |           | Rijksweg 18                               | 51° 17' 2" NB, 6° 1' 30" OL  | 0889/7     | Upload foto                      |
| Woonhuis/winkel                                                           |          |           | Rijksweg 14                               | 51° 16' 58" NB, 6° 1' 23" OL | 0889/8     | Upload foto                      |
| Fabrikantenwoning                                                         |          |           | Rijksweg 12                               | 51° 17' 20" NB, 6° 2' 4" OL  | 0889/10    | Upload foto                      |
| Fabriek                                                                   |          |           | Rijksweg 10                               | 51° 16' 54" NB, 6° 1' 18" OL | 0889/11    | Upload foto                      |
| Woonhuis                                                                  |          |           | Rijksweg 29                               | 51° 17' 36" NB, 6° 2' 29" OL | 0889/12    | Upload foto                      |
| Woonhuis                                                                  |          |           | Rijksweg 31                               | 51° 17' 37" NB, 6° 2' 28" OL | 0889/13    | Upload foto                      |
| School                                                                    |          |           | Roover Den 8                              | 51° 17' 13" NB, 6° 4' 44" OL | 0889/14    | Upload foto                      |
| Vluchtschans: Beeselse Schans                                             |          |           | Schansweg                                 | 51° 15' 44" NB, 6° 2' 53" OL | 0889/53    | Upload foto                      |
| Moated site                                                               |          |           | Scheiweg                                  | 51° 17' 4" NB, 6° 3' 41" OL  | 0889/56    | Upload foto                      |
| Kruiskapel                                                                |          |           | Splintersingel Ruys van 12                | 51° 16' 1" NB, 6° 2' 22" OL  | 0889/35    | Upload foto                      |
| Station                                                                   |          |           | Stationsstraat 8                          | 51° 14' 4" NB, 6° 1' 54" OL  | 0889/9     | Upload foto                      |
| Woonhuis                                                                  |          |           | Theelenstraat Mgr. 12                     | 51° 16' 5" NB, 6° 2' 25" OL  | 0889/20    | Upload foto                      |
| Woonhuis/schuur                                                           |          |           | Theelenstraat Mgr. 1-3                    | 51° 16' 6" NB, 6° 2' 22" OL  | 0889/17    | Woonhuis/schuur                  |
| Boerderij                                                                 |          |           | Theelenstraat Mgr. 19                     | 51° 16' 8" NB, 6° 2' 31" OL  | 0889/19    | Upload foto                      |
| Trafohuisje                                                               |          |           | Theelenstraat Mgr.                        | 51° 16' 7" NB, 6° 2' 28" OL  | 0889/48    | Upload foto                      |
| Klokkestoel                                                               |          |           | Veerweg Oude                              | 51° 17' 17" NB, 6° 3' 36" OL | 0889/52    | Upload foto                      |
| Veldkruis                                                                 |          |           | Vranckenlaan Past.                        | 51° 16' 57" NB, 6° 4' 28" OL | 0889/40    | Upload foto                      |
| Klooster                                                                  |          |           | Vranckenlaan Past. 2-6                    | 51° 17' 7" NB, 6° 4' 45" OL  | 0889/6     | Upload foto                      |
| Mariagrot                                                                 |          |           | Vranckenlaan Past.                        | 51° 16' 57" NB, 6° 4' 28" OL | 0889/WN058 | Upload foto                      |
| Bussereindskapelke                                                        |          |           | Waterloseweg                              | 51° 15' 33" NB, 6° 3' 26" OL | 0889/36    | Upload foto                      |
| Kerk van het onbevlekt Hart van Maria                                     |          |           | Pater Claretstraat 2                      | 51° 17' 3" NB, 6° 5' 31" OL  | 0889/WN061 | Upload foto                      |

## Reuver
De plaats Reuver kent 15 gemeentelijke monumenten:
| Object | Bouwjaar | Architect | Locatie           | Coördinaten                 | Nr.        | Afbeelding  |
| --- | -------- | --------- | ----------------- | --------------------------- | ---------- | ----------- |
| Grafmonument: Zerk uit hardsteen. Graf nummer A49. Hubertus Vrancken * Meerssen 2-7-1860; + 07-11- I 924 te Luik. Erekanunnik van het Kathedrale Kapittel te Luik |          |           | Karel Doormanlaan | 51° 17' 9" NB, 6° 4' 36" OL | 0889/WN101 | Upload foto |
| Grafmonument: Zerk uit hard steen. Graf nummer A50. Johanna Cath. Vrancken-Bovens *16-06-1826; + 23-02-1908. Moeder van Hubertus en Jacobus Vrancken. |          |           | Karel Doormanlaan | 51° 17' 9" NB, 6° 4' 36" OL | 0889/WN102 | Upload foto |
| Grafmonument: Zerk uit hardsteenGraf nummer A51. Jacobus rancken * Heer 31-8-1851; + 29-1-1929. Pastoor te Reuver vanaf okt 1893 tot I -4- I 9 14. Erekanunnik van het Kathedrale Kapittel te Roermond. |          |           | Karel Doormanlaan | 51° 17' 9" NB, 6° 4' 36" OL | 0889/WN103 | Upload foto |
| Grafmonument: Stele uit liliputsteentjes. Keramiek: Laumans. Ontwerp en uitvoering: onbekend Graf nummer B9. Stephanus Laumans * 8-3-1902; +8-7-1910 |          |           | Karel Doormanlaan | 51° 17' 9" NB, 6° 4' 36" OL | 0889/WN104 | Upload foto |
| Grafmonument: stele met streekeigen materialenGraf nummer B34-36. Vijf kinderen van de familie Rutten, die door een granaat op 28-12-1944 om het leven zijn gekomen. Pierre * 26-5-1928, Henri * 17-6-1933, Pierre * 22-8-1933, Gerard * 13-1-1936 en Jacques * 19-2-1930 |          |           | Karel Doormanlaan | 51° 17' 9" NB, 6° 4' 36" OL | 0889/WN105 | Upload foto |
| Grafmonument: Kruisbeeld, gegoten uit ijzer. Waarschijnlijk hergebruikt volgens Guus Rusing (Stichting Terebinth). Het kruis dateert waarschijnlijk van voor 1940. Plaatje is wel nieuw. Graf nummer C46. Theodorus van Zoest * 24-12-1906; +9-2-1945. Echtgenoot van H. Hoogmoed. |          |           | Karel Doormanlaan | 51° 17' 9" NB, 6° 4' 36" OL | 0889/WN106 | Upload foto |
| Grafmonument: Stele. Zeldzaam voIgens Guus Rusing (Stichting TerebinthGraf nummer C61. Louis Denessen wed. van Johanna Hubertina Linssen * Tegelen 8-12-1866 Reuver 28-5-1945. |          |           | Karel Doormanlaan | 51° 17' 9" NB, 6° 4' 36" OL | 0889/WN107 | Upload foto |
| Oorlogsmonument.. Het betreft graven van gesneuvelde soldaten en verzetsstrijders. Allen afkomstig uit de gemeente Beesel Grafmonument:stelé Graf nummer C114. K.B.L. Pollen soldaat 1-17 G.B.*13-06-1919 en +10-5-1940. A.H. Spreeuwenberg soldaat 2-III-15 R.I. *26-8-1907 en +15-5-1940. B.P.L. Verstappen *23-4-1914 en +30-8-1944. H.L.L. Rijnders *29-12-1914 en +14-9-1942. A.H. Ummels *15-7-1984 en +30-8-1944. H.W.H. Gommans * 7-7-1921 en +8-10-1944. M.J. Pereira *27-9-1918 en+30-8-1944. C. Janssen *22-2-1918 en + 7-10-1944 |          |           | Karel Doormanlaan | 51° 17' 9" NB, 6° 4' 36" OL | 0889/WN108 | Upload foto |
| Grafmonument: Hardstenen stele. Volgens inscriptie gemaakt door fa Wergifosse te Robermont bij Luik. Graf nummer C209-210. Familiegraf Ludovicus Wolfs Wolfs-Jacobs. * 27-12-1860 in Eysden; + 22-11-1925 Elisabeth Wolfs-Jacobs * 18-2-1867 in Eysden; + 27-12-1927 Maria, Louisa,Elisabeth * 02-04-1896; + 28-04-1915. Ludovicus Wolfs was hoofd van de openbare jongensschool te Reuver van 1884 tot 1926. Hij was bovendien leraar aan de kweekschool te Reuver. Van 1906 tot 1907 was hij president van de harmonie.                    |          |           | Karel Doormanlaan | 51° 17' 9" NB, 6° 4' 36" OL | 0889/WN109 | Upload foto |
| Grafmonument in keramie: Teeuwen. Ontwerp en uitvoering: Mathieu OehlenGraf nummer D1. Martin Janssen * 18-2-1902; + Reuver 25-2-1951 en Maria Op It Veld. Martin Janssen was baas in de smidse van Teeuwen |          |           | Karel Doormanlaan | 51° 17' 9" NB, 6° 4' 36" OL | 0889/WN110 | Upload foto |
| Grafmonument: Stele uit hardsteen. Gemaakt blijkens de inscriptie door een steenhouwersbedrijf uit Venlo. De naam van het bedrijf is onleesbaar.Graf nummer D63. Hendrik Toebosch, pastoor te Reuver vanaf 2 mei 1914 tot aan zijn overlijden op 20-7-1918. * VenIo 29-3-1866. Priester gewijd in 1891. Kapelaan te Swolgen, Maasniel, Venray en Maastricht. Overleden in het St. Jozefs Gasthuis in Venlo. |          |           | Karel Doormanlaan | 51° 17' 9" NB, 6° 4' 36" OL | 0889/WN111 | Upload foto |
| Grafmonument: Stele uit hard steenGraf nummer E3. Karel Frans Hubert Wolters * 6-2-1827 te VenIo; + 6-12-1893 te Roermond. Pastoor te Reuver vanaf 1872 tot okt. 1893. Priester gewijd 1853. Kapelaan te Lottum |          |           | Karel Doormanlaan | 51° 17' 9" NB, 6° 4' 36" OL | 0889/WN112 | Upload foto |
| Grafmonument: stele van IilliputsteentjesGraf nummer E98-99. Dubbelgraf van Joseph Weyers * Neer 21-8-1875; + 19-2-1940 en Johanna Janssen * Neer 7-4-1875; + Reuver, 28-5-1947 |          |           | Karel Doormanlaan | 51° 17' 9" NB, 6° 4' 36" OL | 0889/WN113 | Upload foto |
| Grafmonument Kruis uit kermiek Keramiek: Teeuwen. Ontwerp en uitvoering: Math. Oehlen.Graf nummer H45. Antonia Wijnands geb. Verheyen* 15-3-1886, + 18-10-1967 |          |           | Karel Doormanlaan | 51° 17' 9" NB, 6° 4' 36" OL | 0889/WN114 | Upload foto |
| Grafmonument:kruis uit keramiek Keramiek: Teeuwen. Ontwerp en uitvoering: Daan Wiltschut(glazenier). Het was niet de bedoeling dat het monument blauw zou zijn. Tijdens het stoken werd de verkeerde temperatuur ingesteld. Men heeft er nog aan getwijfeld het monument zo op te stellen.Graf nummer H70. Dubbeldiepgraf Johannes Killaars * 21-7-1911; + 19-5-1974. |          |           | Karel Doormanlaan | 51° 17' 9" NB, 6° 4' 36" OL | 0889/WN115 | Upload foto |